# Виноградник

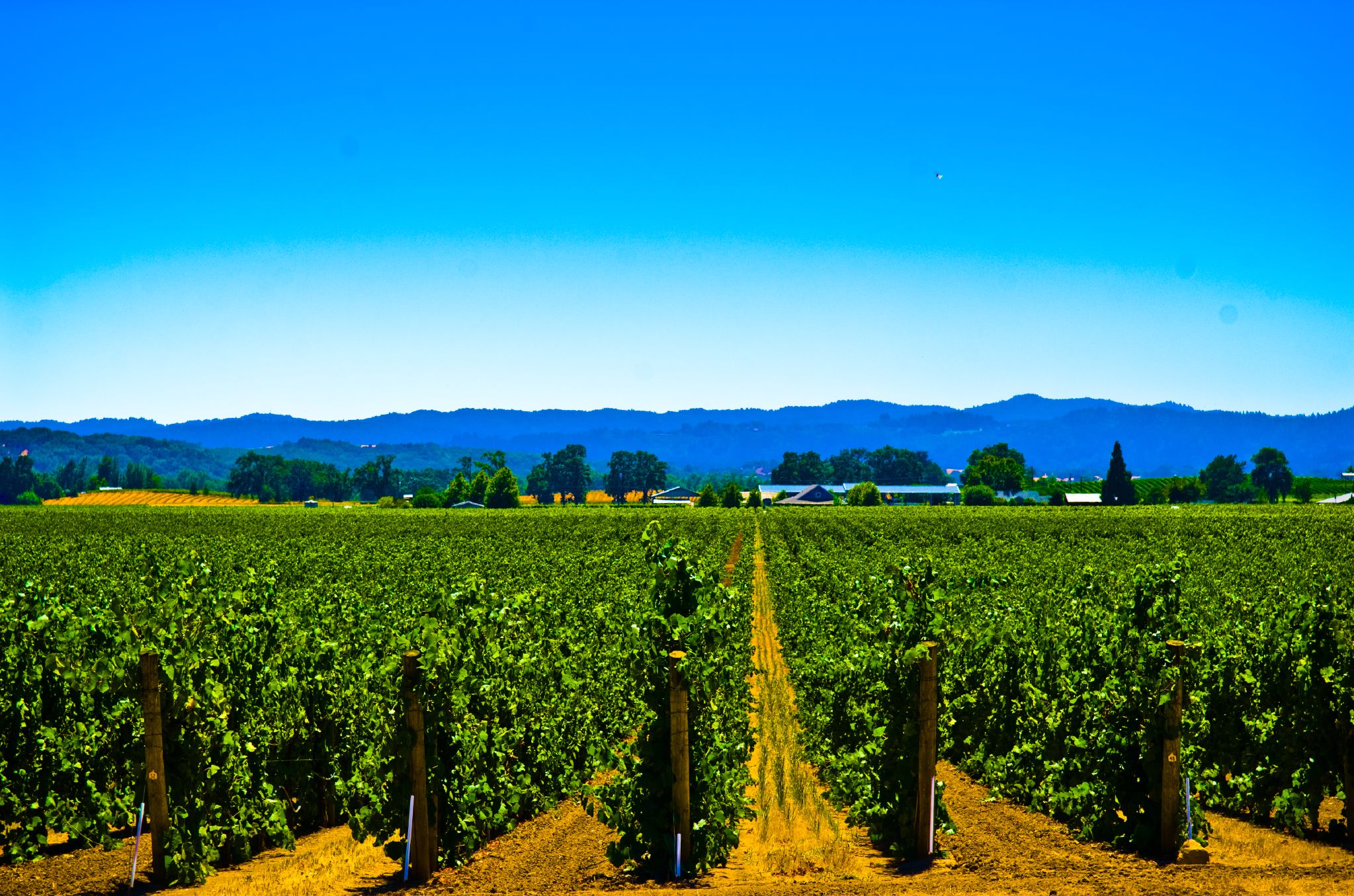
Виноградник в долине Александр (долина), Калифорния

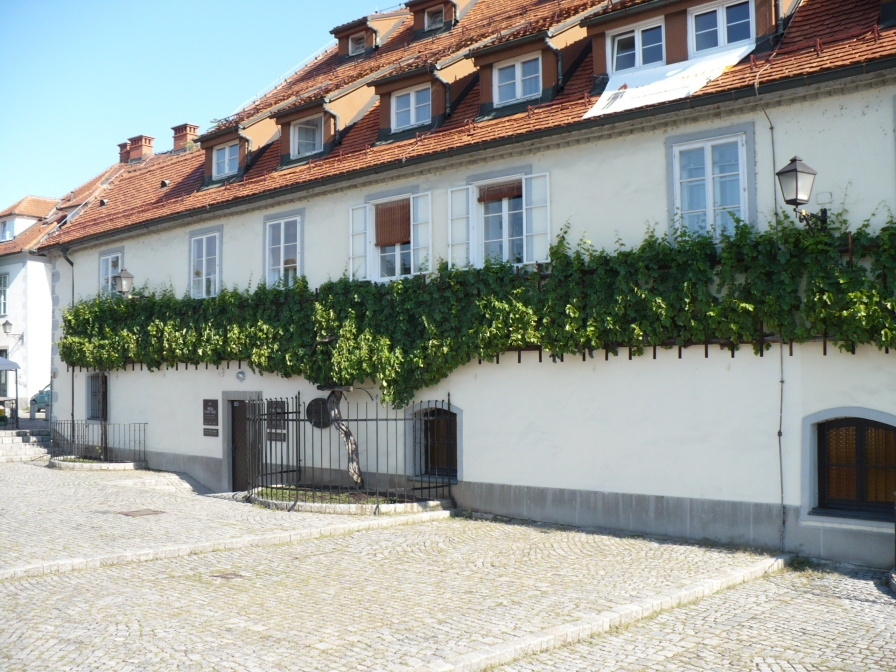
400-летняя лоза в Мариборе

Виноградник (устар. по Далю Вертогра́д) — участок земли, на котором выращивают виноград.
Виноградники различают по возрасту: молодой, вступающий в плодоношение и плодоносящий. Молодой виноградник — как правило, насаждения до трехлетнего возраста. Вступающий в плодоношение виноградник — насаждения в возрасте от трёх до пяти лет, но главным образом — четырёхлетние. Плодоносящий виноградник — обычно насаждения с пятилетнего возраста.
По условиям рельефа различают виноградники равнинные, предгорные и горные (на склонах).
Старейший (из продуктивных) виноградник в мире, как утверждается, расположен в городе Марибор, Словения, на берегу реки Драва. Там находится 400-летний виноград, который растёт и был признан самым старым живым виноградом; он занесён в Книгу рекордов Гиннесса в 2004 году.

## История

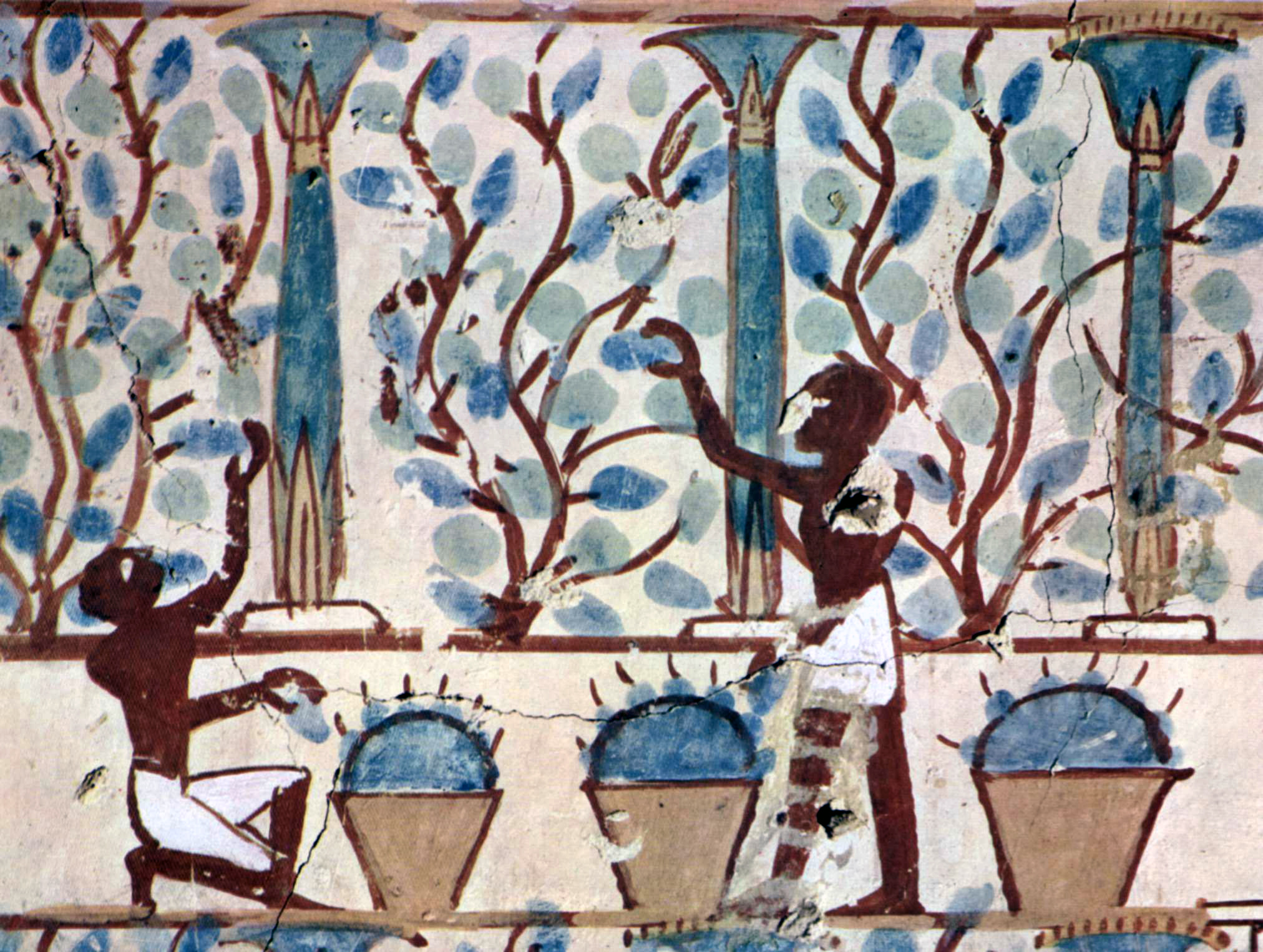
Сбор винограда. Фрагмент росписи гробницы Небамона, ок. 1422-1411 годы до н.э. Фивы, Египет

Никто достоверно не знает, когда и где именно человек начал выращивать виноград. По археологическим источникам учёные считают, что в Древнем Египте виноградарство возникло за 6000 лет до нашей эры. На пирах древних египтян рядом со многими яствами подавались также разные сорта вина и пива. Во времена фараонов виноградники простирались вверх по Нилу до порогов.
В соседних с Египтом странах, в частности, упоминается, что во время постройки храма Соломона рабочим было выдано 20 000 бат вина. Это служит доказательством того, что за почти 1000 лет до н. э. в Средиземноморье существовало виноделие.
Особенно виноградарство было развито в Древней Греции. В греческой литературе часто говорится о вине, в частности, в «Одиссее» Гомера много стихов, упоминающих вино. На щите Ахиллеса искусный Гефест среди других изображений из золота сделал «дивный большой виноградник, сладким плодом отягчённый», «висели в нём чёрные гроздья».
О виноградарстве также упоминается в Библии.

## Применение
В виноградниках, по определению, выращивают виноград, который используют для производства виноградного сока, изюма, алкогольных напитков, уксуса и масла.